# الكونفدرالية الديمقراطية للشغل
الكونفدرالية الديمقراطية للشغل (CDT) هو مركز نقابي مغربي تم إنشاؤه بتاريخ 25 نوفمبر 1978 ، مرتبط تاريخياً بحزب الاتحاد الاشتراكي للقوات الشعبية (USFP).